# Ђерђ Лукач
Ђерђ Лукач (мађ. György Lukács; Будимпешта, 13. април 1885 — Будимпешта, 4. јун 1971) је био мађарски хегелијански и марксистички филозоф и књижевни критичар. Он је један од зачетника Западног марксизма, као традиције која је део марксистичке ортодоксне идеологије Совјетског Савеза. Он је развио Теорију постварења и допринео Марксовој теорији уводећи појам класне свести. Био је, такође присталица лењинизма. Он је идеолошки развио и организовао Лењинове прагматичне револуционарне праксе у формалну филозофију револуције.
Као књижевни критичар био је изузетно утицајан због свог теоријског развоја у области реализма и романа, као књижевног жанра. 1919. године је био мађарски министар културе у краткотрајној Влади Мађарске Совјетске републике (март-април 1919).
Лукач је био описиван као истакнути марксистички интелектуалац стаљинистичке ере. Процена његових дела и оставштине може бити прилично компликована, зато што се чинило као да Лукач подржава обе стране; са једне, стаљинизам као отелотворење марксистичке мисли, а са друге стране се бори за повратак на пре-стаљинистички марксизам.

## Живот и политика
Ђерђ Лукач је рођен у Будимпешти, Мађарска. Његов отац Јозеф Ловингер (József Löwinger) је био инвестициони банкар, који је заједно са својом женом Адел, још једним сином и ћерком представљао једну од богатијих јеврејских породица.
Јозеф је крунисан од стране царства и добио је титулу барона, самим тим је и Лукач био барон. Као аутроугарски држављанин његово пуно име је гласило: немачки барон „Georg Bernhard Lukács von Szegedin“, у Мађарској је познат као „Szegedi Lukács György Bernát“, а као писац представљао се под именима „Georg Lukács“ и „György Lukács“. Лукач је студирао на Краљевском мађарском универзитету у Будимпешти, и на Универзитету у Берлину. Краљевски мађарски универзитет му је 1906. године доделио докторат из судске праксе, а 1909. године је завршио и свој докторат из филозофије на истом универзитету.

### Пре-марксистички период
Док је студирао у Будимпешти, Лукач је био део социјалистичких интелектуалних кругова, преко којих је упознао Ервина Саба), који га је упознао са радом Жоржа Сорела (Georges Sorel)(1847-1922); француски поборник револуционарног синдикализма. У том периоду, Лукачеве интелектуалне перспективе су биле усмерене ка Модерни и Анти-позитивизму. Од 1904. до 1908. године био је део позоришног колектива, који је производио модернистичке, психолошко реалне представе Хенрика Ибсена, Августа Стриндберга и Гехарта Хауптмана.
Лукач је доста времена проводио у Немачкој, где је и студирао у Берлину од 1906. до 1910. године. За то време је упознао филизофа Георга Зимела. Касније 1913. године док је боравио у Хајделбергу, спријатељио се са Максом Вебером, Ернст Блохом и Стефаном Џорџом. Место у систему идеалиста, у ком је Лукач, дугује Нео-кантизму (тадашња доминантна филизофија на немачким универзитетима), као и Платону, Хегелу, Серен Киркегору, Вилхелму Дилтају и Фјодору Достојевском. У том периоду објавио је две књиге: „Душа и облици“ (1911.;1974) и „Теорија романа“ (1916/20.;1971).
Након почетка Првог светског рата, Лукач је ослобођен војне службе. Године 1914. оженио се руском политичком активистицом Јеленом Грабенко.
Лукач се 1915. године вратио у Будимпешту, где је био лидер Недељног круга (скуп интелектуалаца). Бавили су се културним темама које произилазе из егзистенцијалних дела Достојевског. Ове теме су биле уско повезане са тадашњим Лукачевим интересовањем за Достојевског, док је боравио у Хајделбергу. Као скуп, Недељни круг је организовао културне догађаје, у које су били укључени писци и музичари Авангарде, као што су Карл Манхајм, композитор Бела Барток, Бела Балаш и Карл Полањи. Неки од њих су такође били чланови Недељног круга. 1918. године, последње године Првог светског рата (1914-1918), Недељни круг се разишао. Разишли су се због својих различитих политика, а неколико водећих чланова у пратњи Лукача су приступили Мађарској комунистичкој партији.
Године 1919. оженио се у Бечу својом другом женом, Гертрудом Бортстиебер, колегицом из Мађарске комунистичке партије.

### Комунистички лидер
За време Првог светског рата и Руске револуције (1917), Лукач је редефинисао неке своје идеје. Постао је предани марксиста у том периоду и придружио се Мађарској комунистичкој партији 1918. Као део Владе, за кратко време постојања Мађарске Совјетске републике, Лукач је проглашен за министра образовања и културе.
За време Мађарске Совјетске републике, Лукач је био комесар Пете дивизије мађарске Црвене армије, у чијим редовима је наредио погубљење осам бораца, који су подржавали чешке инвазионе трупе у Поросзлу, у мају 1919. године.
Након што је Мађарска Совјетска република била поражена, Лукачу је било наређено од стране Куна, да остане уз Ото Корвина, док је остатак руководства партије био евакуисан. Лукачева и Корвинова мисија била је да тајно реорганизују комунистички покрет, али мисија је била немогућа. Лукач се крио уз помоћ фотографкиње Олге Мате, али убрзо након Корвиновог хапшења, Лукач је побегао из Мађарске у Беч. Он је ухапшен, али је спасен од изручења због групе писаца, у којој су били и Томас и Хајнрих Ман. Томас Ман је касније на основу Лукача засновао Нафта, лика из свог романа „Чаробни брег“. За време које је провео у Бечу 1920. године, Лукач се спријатељио са осталим комунистима који су тамо радили или били у изгнанству; укључујући Виктора Сергеа, Адолфа Јозефа и Антониа Грамшија.
Лукач је почео да развија лењинистичке идеје у области филозофије. Његови главни радови у овом периоду су есеји прикупљени у његов велики опус „Историја и класна свест“ (1923). Иако су ови есеји показивали знаке онога што је Владимир Лењин називао „ултра-левичари“, они су у суштини промовисали лењинизам на филозофском нивоу. У јулу 1924. године Григориј Зиновјев је напао и критиковао ову књигу, заједно са радом Карла Корша на Петом конгресу Коминтерне. 1924. године. Убрзо након Лењинове смрти, Лукач је објавио кратке студије Лењина, „Студије јединства његове мисли“. Године 1925. објавио је критички осврт на Бухаринова упутство историјског материјализма.
Као мађарски избеглица, он је остао активан на левој страни Мађарске комунистичке партије, која је била у супротности са Московским програмом, који је подржавао Беле Куна (Béla Kun). Његове „Блум тезе“ из 1928. године су позивале на рушење контра-револуционарног режима адмирала Хортија у Мађарској, користећи стратегију сличну као за Народни фронт који је настао 1930—их година. Он се залагао за „демократску диктатуру“ пролетаријата и сељаштва, као транзициону фазу, која води до диктатуре пролетаријата. Након што је Коминтерна осудила Лукачеву стратегију, он се повукао из активне политике и предао теоријском раду.

### Под Стаљином и Ракосијем
Године 1930. док је боравио у Бечу, Лукач је био позван да дође у Москву. Овај позив се временски поклапао са потписивањем бечког полицијског налога за његово протеривање. Остављајући своју децу да студирају, Лукач и његова жена су отишли у Москву у марту 1930. године. Убрзо по доласку, Лукачу је био онемогућен одлазак, али му је обезбеђен рад на Институту марксизма и лењинизма, заједно са Давидом Риазановом.
Лукач се вратио у Берлин 1931., а 1933. поново је из Берлина отишао у Москву да похађа Институт за филозофију Руске академије наука. За то време Лукач је први пут дошао у контакт са делима младог Маркса.
Лукачу и његовој супрузи није било дозвољено да напусте СССР све до краја Другог светског рата. Током Стаљинове велике чистке, Лукач је био у изгнанству у Ташкенту на неко време, где се спријатељио са Јоханом Бехером. Лукач је преживео чистке „Великог терора“, која је однела животе око 80% мађарских емиграната у Совјетском Савезу. Постоје многе расправе међу историчарима које се односе на степен Лукачевог прихватања стаљинизма.
Након рата, Лукач и његова супруга су се вратили у Мађарску. Као члан Мађарске комунистичке партије, учествовао је у оснивању нове мађарске Владе. Од 1945. године Лукач је био члан Мађарске академије наука.
Између 1945. и 1946. снажно је критиковао некомунистичке филозофе и писце. Лукач је оптуживан да је играо "административну" (правно-бирократску) улогу у уклањању независних и не-комунистичких интелектуалаца, као што су Бела Хамваш, Иштван Бибо, Лајош Прохаска и Кароли Керени из мађарског академског живота. (Између 1946. и 1953. године, многи мађарски не-комунистички интелектуалци, укључујући Хамваша и Бибоа, били су затворени или присиљени на физички рад.)
Лукачев лични и политички став о култури, био је да ће социјалистичка култура на крају тријумфовати у погледу квалитета. Он је сматрао да она мора да се истакне путем такмичења са другим културама, а не наметањем административних мера. Године 1948-49. ово Лукачево мишљење о културној толеранцији побеђено је у „Лукачевој чистки“, пошто је Матијаш Ракоши учврстио тактику „завади, па владај“ у Комунистичкој партији Мађарске.
Средином 1950-их Лукач је реинтегрисан у партијском животу. Партија га је користила да очисти Унију мађарских писаца 1955—56. године. Томаш Ацзел ( Tamás Aczél) и Тибор Мераи (Tibor Méray)(бивши секретари Уније мађарских писаца) су веровали да је Лукач учествовао невољно, а као доказ наводе његово напуштање председништва и састанка на првој паузи, као доказ његове неспремности.

### Дестаљинизација
Године 1956. Лукач је постао министар кратке комунистичке Владе, коју је предводио Имре Нађ, а која се супротстављала Совјетском Савезу. У то време Лукачева ћерка је предводила краткотрајну Револуционарну комунистичку партију младих. Лукачево мишљење о револуцији 1956. године је било да би Комунистичка партија Мађарске требало да се повуче у коалициону владу социјалиста, и да полако обнови свој кредибилитет код мађарског народа. Као министар у Нађевој револуционарној Влади, Лукач је учествовао у покушајима да се реформише Комунистичка партија Мађарске на новим основама. Ова партија, Мађарска социјалистичка радничка партија се брзо определила за Јаноша Кадра (János Kádár) након 4. новембра 1956. године.
Током Мађарске револуције 1956. године, Лукач је присуствовао дебатама о анти-партијама и револуционарно комунистичком Петефи друштву (Petőfi society), док је још постојао део апарата партије. Током револуције, како је наведено у Будимпештанском дневнику, Лукач се залагао за нову совјетски усклађену комунистичку партију. По Лукачевом мишљењу, нова партија може да победи социјално лидерство само убеђивањем уместо силом. Лукач је предвиђао савез између Комунистичке партије младих, револуционарне мађарске Социјалдемократске партије и своје нове партије, као најмлађег партнера.
Након 1956. године Лукач је успео да избегне погубљење. Због његове улоге у Нађевој Влади изгубио је поверење у партији. Лукачеви следбеници оптужени су за политичке злочине током 1960-их и 70-их година, а неколицина је побегла на Запад. Лукачеве књиге „Млади Хегел“ и „Разарање разума“, коришћене су за расправу да је Лукач заправо тајно критиковао стаљинизам као ирационално нарушавање хегелијанског-марксизма.
Након слома револуције Лукач је депортован у Румунију са остатком Нађеве Владе. За разлику од Нађа, он је преживео чистке од 1956. године. Вратио се у Будимпешту 1957. године. Лукач је 1956. године јавно напустио своје позиције и бавио се самокритикама. Напустивши своје раније ставове, Лукач је остао лојалан Комунистичкој партији све до своје смрти 1971. године. У својим последњим годинама, након устанака у Француској и Чехословачкој 1968. године, Лукач је јавно критиковао Совјетски Савез и Мађарску комунистичку партију.
У интервјуу, непосредно пре његове смрти, Лукач је рекао:
Без праве опште теорије друштва и његовог кретања, нико не иде даље од стаљинизма. Стаљин је био велики тактичар…али Стаљин на жалост, није био марксиста… Суштина стаљинизма лежи у постављању тактике пре стратегије, праксе пре теорије… Стаљинистичка бирократија је огромно зло. Друштво се гуши у њему. Све постаје нестварно, номиналистички. Људи не виде дизајн, нема стратешких циљева, нема кретања… Тако Лукач закључује: Мора се научити да се споје велике одлуке популарне политичке моћи са личним потребама, оним од сваког појединца.
 — Маркус & Золтан (1989). pp. 215.–16

## Радови

### Историја и класна свест
Написана између 1919. и 1922. године, „Историја и класна свест“ ( 1923 ) је настала под утицајем Западног марксизма . Лукач наглашава концепте као што су отуђење, постварење и класна свест.
Лукач тврди да је методологија једина ствар која разликује марксизам : чак и ако су сви њени материјални искази одбијени, остало би валидно због карактеристичног начина:
Православни марксизам, дакле, не значи некритичко прихватање резултата Марксових истрага. То није „ веровање " у ову или ону тврдњу, ни егзегеза о „светој" књизи. Напротив, православље се односи искључиво на поступак. То је научно уверење да је дијалектички материјализам пут ка истини и да његови поступци могу бити развијени, проширени и продубљени само на линији својих проналазача.
Он критикује марксистички ревизионизам позивом за повратак овом марксистичком методу, који је у основи дијалектички материјализам. Лукач схвата " ревизионизам " као карактеристику марксистичке теорије, уколико је дијалектички материјализам, према његовим речима, производ класне борбе :
Из тог разлога је задатак православног марксизма, његова победа над ревизионизмом и утопизмом никада не може значити пораз, једном за свагда, лажних тенденција. То је увек обновљива борба против подмуклих ефеката буржоаске идеологије на мисли пролетаријата. Православни марксизам није чувар традиције, већ је то вечно будан пророк проглашењу односа између задатака у непосредној садашњости и целовитости историјског процеса.
Према њему " Претпоставка дијалектичког материјализма је, подсећамо :"Није мушка свест да утврди њихово постојање, већ напротив, њихово социјално постојање које одређује њихову свест" ... Тек када језгро постојања стоји откривено као друштвени процес постојање се може посматрати као производ, иако досадашњем несвесном производу, људске активности ". У складу са Марксовом мисли, он критикује индивидуалистичку буржоаску филозофију субјекта, који се заснива на добровољном и свесном субјекту . Против ове идеологије, он истиче приоритет друштвених односа. Постојање - па тако и свет - је производ људске делатности ; али то се може видети само ако је прихваћен приоритет социјалног процеса на основу индивидуалне свести. Лукач не подржава људску слободу за социолошки детерминизам : супротно, ово је производ могућности постојања праксе.
Он замишља проблем у односима између теорије и праксе . Лукач наводи Марксове речи : " Није довољно да мисао захтева да се оствари, већ и реалност мора тежити ка мисли ". Како мисли интелектуалаца да се односе на класне борбе, ако теорија није само да заостаје за историјом, као што је у Хегеловој филозофији историје ( " Минерва увек долази у сумрак ноћи ... " )? Лукач критикује Фридриха Енгелс 'Анти- Диринга, рекавши да " чак и не помињемо највиталнију интеракцију, а то је дијалектички однос између субјекта и објекта у историјском процесу, а камоли да му дају значај који заслужује". Овај дијалектички однос између субјекта и објекта је основа Лукачеве критике Имануел Кантове епистемологије, према којем је предмет екстеријер, универзални и посматран предмет, одвојен од објекта.
За Лукача, "идеологија" је пројекција класне свести буржоазије, чија је улога да спречи пролетаријат од постизања свести о свом револуционарном положају. Идеологија одређује "облик објективности", а тиме и саму структуру знања. Према Лукачу, права наука мора постићи "конкретну целину" кроз коју само да је могућ садашњи облик објективности као историјски период. Тако, вечити "закони" економије су отпуштени као идеолошке илузије пројектоване од стране објективности у садашњем облику ( "Шта је православни марксизам?"). Он такође пише: "То је само када је језгро бића приказано као друштвено подесно, да се може појавити као производ, до сада несвесне, људске активности, и ову активност, са своје стране, као одлучујући елемент трансформације бића". ( "Шта је православни марксизам?"). На крају, "православни марксизам" није дефинисан као тумачење „Капитала“ као да је Библија или загрљај "марксистичке тезе", већ као верност "марксистичке методе", дијалектике.
Лукач представља категорију деперсонализације (радник као роба)којом, због природе робе капиталистичког друштва, друштвени односи постају објектизовани. Ово онемогућава спонтану појаву класне свести. У том контексту, појављује се потреба за партијом у смислу лењинизма, субјективног аспекта поновног полета марксистичке дијалектике.
У својој каснијој каријери, Лукач се одрекао идеје „Историје и класне свести“, нарочито веровања у пролетаријат као " субјект-објект историје " ( 1960. Поговор преведен на француски језик ) . Тек 1925—1926. године, он је и даље бранио ове идеје, у недовршеном рукопису, који је назвао „Таилизам и дијалектика“ . Дело није објављено до 1996. године, на мађарском и енглеском језику 2000. године под насловом „Одбране историје и класне свести“.

### Књижевни и естетски рад
Поред свог положаја као марксистичког политичког мислиоца, Лукач је био врло утицајан књижевни критичар у двадесетом веку. Његов важан допринос у књижевној критици почео је већ на почетку каријере, са „Теоријом романа“, његовим првобитним радом у књижевној теорији и теорији жанра. Књига је историја романа као форме, и истрага својстава и различитих карактеристика романа. У „Теорији романа“, он уводи термин "трансценденталног бескућништва", које он дефинише као "жудња свих душа за местима у којима су она некада припадала", и " Носталгија … за утопијским савршенством, носталгија која се осећа и њене жеље да буде једина истинска стварност" .
Лукач је касније одбацио своју „Теорију романа“, написавши дуг увод у којем је описао своје погрешке, али тај увод ипак садржи "романтични антикапитализам" који ће се касније развити у марксизам. (У овом уводу налази се и његово чувено одбацивање Теодора Адорна и других западних марксиста као пребивање у "Гранд Хотелу Абис".)
Лукачева каснија књижевна критика укључује добро познати есеј "Кафка или Томас Ман ?", у којем Лукач тврди за рад Томаса Мана да је супериорни покушај да се бави стањем модерности, и критикује бренд модернизма код Франца Кафке. Лукач се одлучно противи формалним иновацијама модернистичких писаца као што су Франц Кафка, Џејмс Џојс и Семјуел Бекет, Лукач се залаже за традиционалну естетику реализма.
Током боравка у Москви 1930. године, Лукач је радио на марксистичком прегледу естетике који припада групи око тада утицајног московског часописа " Књижевни критичар ". Уредник овог часописа био је, Михаил Лифшиц, важан Совјетски аутор за естетику. Лифшицови погледи били су врло слични Лукачевим, онолико колико и тврди за вредности традиционалне уметности; упркос драстичној разлици у годинама (Лифшиц је био много млађи) и Лифшиц и Лукач су указали да је њихов радни однос, у то време, био сарадња једнаких. Лукач је често доприносио овом часопису, који је широко праћен од стране марксистичких уметничких теоретичара широм света кроз различите преводе објављене уз помоћ Совјетске Владе.
Сарадња између Лифшица и Лукача је довела до стварања неформалног круга истомишљеника марксистичких интелектуалаца који су повезани са часописом Књижевни критичар [књижевни критичар ], објављиван је месечно, први пут у лето 1933. године од стране Организационог комитета удружења књижевника… Група мислилаца је формирана око Лифшица, Лукача и Андреја Платонова, они су се бавили артикулацијом естетских ставова Карла Маркса и стварањем неке врсте марксистичке естетике која у то време још није била прописно формулисана.
Лукач је тврдио да се примети револуционарни лик романа код сер Валтер Скота и Оноре де Балзака. Лукач је сматрао да је носталгична, про-аристократска политика оба та аутора дозволила тачне и критичке ставове због њиховог противљења (додуше реакционарног) према буржоазији у успону. Овај став је детаљније изражен у његовој каснијој књизи „Историјски роман“ (која је објављена на руском језику 1937. године, затим на мађарском језику 1947. године ), као и у Лукачевом есеју „Реализам у равнотежи" (из 1938. године).
„Историјски роман“ вероватно је Лукачев најутицајнији рад у области књижевне историје. У тој студији Лукач прати развој жанра историјске фикције. До пре 1789. године, тврди он, свест људи о историји била је релативно неразвијена, Француска револуција и Наполеонови ратови који су уследили донели су реализацију сталних промена и развијање карактера људског постојања. Та нова историјска свест се огледа у раду сер Валтер Скота, чији романи користе "репрезентативне" или "типичне" ликове да драматизују велике социјалне конфликте и историјске трансформације, нпр. распад феудалног друштва у шкотским брдима и учвршћивање меркантилног капитализма. Лукач тврди да је тај Скотов нови бренд историјског реализма преузет од стране Балзака и Толстоја, и да је омогућио романописцима да не прикажу савремени друштвени живот као статичку драму фиксних, универзалних типова, већ као тренутак историје, који се стално мења, отворен за потенцијалне револуционарне трансформације. Из тог разлога он види ове ауторе као прогресивне и њихов рад као потенцијално радикалан, упркос њиховој личној конзервативној политици.
За Лукача, ова историјска реалистичка традиција почела је да попушта после револуције из 1848., када је буржоазија престала да буде прогресивна сила а улога буржоазије као агената историје је била потом узурпирана од стране пролетаријата. Након тог времена, историјски реализам почиње да бледи и губи своју забринутост за друштвени живот као историјску неизбежност. Он то илуструје упоређујући Флоберов историјски роман Саламбо са романима ранијих реалиста. За њега, Флауберово дело означава окретање леђа од важних друштвених питања у корист подизање стила у односу на садржај и суштину. Зашто он не говори о „Сентименталном образовању“, роману који је много отвореније забринут за недавне историјске догађаје, није јасно. Већи део свог живота Лукач је промовисао повратак у реалистичку традицију и веровао је да је она достигла свој врхунац са Балзаком и Скотом, а жалио се због наводног занемаривања историје која је карактерисчна за модернизам.
Историјски роман је имао огроман утицај у каснијим критичким студијама историјске фикције, и ниједан озбиљан аналитичар тог жанра није успео да се ангажује на нивоу са Лукакачевим аргументима.

### Уравнотежени реализам (1938) - Лукачева одбрана књижевног реализма
Иницијална намера „Уравнотежени реализам“, која је речена по његовом издавању, је разоткривање тврдње оних који су бранили експресионизам, као значајан књижевни покрет. Лукач је усмерен на несклад у заједници модернистичких критичара, које је он сматрао неспособним да одлуче који писци су били експресионисти а који не, тврдећи да „можда не постоји нешто као експресионистички писци“.
Али иако је његов циљ, наизглед, да критикује оно што доживљава као прецењивање модернистичких школа писања у време када је чланак објављен, Лукач користи есеј као прилику да унапреди своју формулацију пожељну алтернативу овим школама. Он одбацује идеју да се модерна уметност мора обавезно манифестовати као литанија секвенцијалних покрета, почевши од натурализма, и наставља кроз импресионизам и експресионизам да кулминира у надреализам. За Лукача, важно питање у учешћу није био сукоб који произилази из развојних супротности модерниста у класичне облике, већ способност уметности да се супротстави објективној реалности која постоји у свету, он је пронашао способност која је у потпуности је фалила модернизму.
Лукач је веровао да пожељна алтернатива таквом модернизму мора бити у облику реализма, и он ангажује ауторе реалисте Максима Горког, Томаса и Хенриха Мана, Ромеин Роланда да се боре за свој повод. На оквир дебате, Лукач уводи аргументе критичара Ернста Блока, браниоца експресионизма, и аутора коме Лукач највише одговара. Он тврди да су модернисти, као што је Блок, и те како спремни да игноришу традицију реалиста, незнање за које он верује да потиче из модернистичког одбацивања кључног начела марксистичке теорије. Овај принцип је веровање да је систем капитализма " објективна целовитост друштвених односа ", и то је основа Лукачевим аргументима у корист реализма.
Он објашњава да је свеприсутност капитализма, јединство у њеној економској и идеолошкој теорији, и њен велики утицај на друштвене односе чини "затвореном интеграцијом" или "целином", циљ који потпуно функционише независно од људске свести. Лукач цитира Маркса да учврсти овај историјски материјалистички поглед на свет:„Односи производње у сваком друштву чине целину ". Он се даље ослања на Маркса тврдећи да је неумерен буржоаски развој на светским тржиштима тако далекосежан као стварање јединствене целине, и објашњава да због повећања аутономије елемената капиталистичког система ( као што је аутономија валуте ) је доживљавају од стране друштва као " кризу "; мора бити основно јединство које се везује за ове наизглед аутономне елементе капиталистичког система заједно, и чини да се њихово раздвајање појављује као криза.
Враћајући се модернистичким формама, Лукач је предвиђао да такве теорије занемарују однос књижевности према објективној стварности, у корист приказивања субјективног искуства и непосредности да раде мало на испољавању капиталистичких основа целовитог постојања. Јасно је да се Лукач по питању представљања стварности као главног уметничког циља вероватно не супротставља модернистима, али он тврди да „Ако писац настоји да представља реалност као да стварно јесте таква, односно ако је он аутентичан реалиста, онда питање тоталитета игра одлучујућу улогу". „Истински реалисти" показују значај друштвеног контекста, и од кад је разоткривање ове објективне целовитости кључни елемент у Лукачевој марксистичкој идеологији, он привилегује њихов ауторски приступ.
Лукач онда поставља дијалектичку опозицију између два елемента, он верује својству људског искуства. Он тврди да овај дијалектички однос постоји између „појаве" догађаја као субјективног, неспутаног искуства и њихове „суштине" као изазваног од стране објективне целовитости капитализма. Лукач објашњава да добри реалисти, као што је Томас Ман, стварају контраст између свести њихових карактера (појава) и стварне независности од њих (суштина). Према Лукачу, Ман успева јер он ствара овај контраст. С друге стране, модернистички писци не успевају јер приказују стварност само као појаве на њих и њихове карактере-субјективно „не пробијају површину" ових непосредних, субјективних искустава „да открију саму суштину, односно праве факторе који се односе на њихова искуства до скривених друштвених снага које их производе ". Замке да се ослања на непосредности су вишеструке, према Лукачу. Зато што предрасуде уливене од стране капиталистичког система су тако подмукле, не могу да се избегну без напуштања субјективног искуства и непосредности у области књижевној. Они могу само бити замењени од стране аутора реалиста који „поништавају и превазилазе границе непосредности, од проучавања свих субјективних искустава и мерења истих у односу на друштвену стварност", ово није лак задатак. Лукач се ослања на Хегелове дијалектике да објасни како односи између ове непосредности и апстракције утичу на суптилну индоктринацију на део капиталистичке целовитости. Кружење новца, објашњава он, као и друге елементе капитализма, је у потпуности апстрактовано далеко од свог места у шири капиталистички систем, и стога се појављује као субјективна непосредност, која изоставља своју позицију као кључног елемента објективне целовитости.
Иако апстракција може довести до прикривања објективне стварности, неопходна је за уметност, а Лукач верује да аутори реалисти могу успешно примењивати то „да продру законе који регулишу објективну стварност, и да открију што дубље, скривеније, одмах не баш приметне, у везе које иду да улепшају друштво". Након великог интелектуалног напора, Лукач тврди да успешан реалиста може да открије ове објективне односе и да им уметнички облик у виду субјективног искуства лика. Затим, употребом технике апстракције, аутор може да прикаже искуство лика објективне стварности као исту врсту субјективног искуства које карактерише утицај свеукупности реалних појединаца. Најбољи реалисти, тврди он, „приказују виталне, али не одмах очигледне, снаге на раду у објективној стварности". Они то чине са таквом дубином и истином да производи њихове маште потенцијално могу добити потврду од каснијих историјских догађаја. Права ремек дела реализма могу бити цењена као „целине" које приказују широку и исцрпну објективну реалност попут оне која постоји у неизмишљеном свету.
Након напретка своје формулације пожељне књижевне школе, реализам који описује објективну реалност, Лукач се још једном окреће заговорницима модернизма. Позивајући се на Ничеа, који тврди да „знак сваког облика књижевне декаденције… је да живот више не станује у целовитости", Лукач настоји да одбацимо модернистичка приказивања, тврдећи да се не одражавају на објективну стварност, већ настављају да субјективитетом створе „домаћи модел савременог света".
Апстракција (и непосредност) садржана у модернистичким приказивањима, је „суштина" капиталистичке доминације одвојене од њиховог контекста, на начин који узима сваку суштину у „изолацију", а не узимајући у обзир објективну целину која је темељ за све њих. Лукач верује да је „друштвена мисија књижевности" да разјасни искуство маса, а заузврат покаже овим масама да су њихова искуства проузрокована објективном свеукупности капитализма, и његова главна критика модернистичких школа књижевности је да су они оманули у том циљу. Реализам, јер ствара, очигледно, субјективна искуства која показују суштинске друштвене реалности које их изазивају, је за Лукача једина вредна књижевна школа почетком двадесетог века.

### Онтологија друштвеног бића
Касније у животу, Лукач је предузео велико излагање о онтологији друштеног бића, које је делимично објављено на енглеском у 3 дела. Рад представља систематичну обраду дијалектичке филозофије у његовом материјалном облику.

## Дела
- Рани радови: 1902-1910
- Душа и облици (1911)
- Историја и класна свест (1923)
- Пролегомена за марксистичку естетику: посебност као централна категорија естетике
- Разарање ума (1954)
- Особеност естетског (1963)
- Данашњи значај критичког реализма
- Теорија романа (1974)
- Одбрана историје и класне свести (2000)
- Лењин:Студије јединства његове мисли (1998)